# 乔治·弗里德里克斯
乔治·弗里德里克斯（英語：George Friedrichs，1940年2月15日—1991年3月20日），生于路易斯安那州，美国前男子帆船运动员。他曾代表美国参加1968年夏季奥林匹克运动会帆船比赛，获得一枚金牌。